# حسابان
حسابان (به انگلیسی: Calculus) (یا حساب دیفرانسیل و انتگرال)، که در گذشته به آن حساب بی‌نهایت‌کوچک‌ها (به انگلیسی: Infinitesimal Calculus) می‌گفتند، شاخه‌ای از ریاضی است. همان‌گونه که هندسه مطالعهٔ اشکال و جبر تعمیم عملیات حساب (چهار عمل اصلی) است، حسابان به مطالعهٔ ریاضیاتی تغییرات پیوسته می‌پردازد.
حسابان دارای دو شاخهٔ حساب دیفرانسیل و حساب انتگرالی است. حساب دیفرانسیل به مطالعهٔ نرخ تغییرات و شیب منحنی‌ها پرداخته در حالی که حساب انتگرالی به تجمع مقادیر و نواحی تحت منحنی‌ها می‌پردازد. این دو شاخه توسط قضیهٔ اساسی حسابان، به یکدیگر مرتبط شده و از مفاهیم بنیادی همگرایی دنباله‌ها و سری‌های نامتناهی به یک حد خوش تعریف استفاده می‌کنند.
حساب بی‌نهایت کوچک‌ها به‌طور مستقل در اواخر قرن هفدهم میلادی توسط ایزاک نیوتون و گوتفرید ویلهلم لایبنیز توسعه یافت. امروزه حسابان در علوم، مهندسی و اقتصاد کاربردهای گسترده‌ای پیدا کرده است.
در آموزش ریاضی، حسابان نشانگر درسی مقدماتی از آنالیز ریاضی است که به‌طور عمده به مطالعه توابع و حدود می‌پردازد. کلمهٔ حسابان (جمع آن calculi است) یک کلمهٔ لاتین است که معنای اصلی آن سنگ کوچک است. به دلیل این که از تکه‌های سنگ برای محاسبات استفاده می‌کردند، معنای این کلمه تکامل یافته و این کاربرد را پیدا کرد. این موضوع، شامل موارد دیگری از جمله حساب گزاره‌ای، حساب ریچی، حساب تغییرات، حساب لامبدا و حساب فرآیندی نیز می‌شود.

## توضیح کلی
حساب دیفرانسیل و انتگرال مطالعهٔ ریاضی تغییرات پیوسته است، به همان صورتی که هندسه، مطالعهٔ شکل است و جبر، مطالعهٔ تعمیم‌های عملیات حسابی است. در اصل، حساب بی‌نهایت کوچک یا «حساب بسیار کوچک» نامیده می‌شود، دو شاخهٔ اصلی دارد: حساب دیفرانسیل و حساب انتگرال. اولی به نرخ‌های لحظه‌ای تغییر و شیب منحنی‌ها مربوط می‌شود، در حالی که دومی به انباشتگی مقادیر و نواحی زیر یا بین منحنی‌ها مربوط می‌شود. این دو شاخه، با قضیه اساسی حساب دیفرانسیل و انتگرال با یکدیگر مرتبط هستند و از مفاهیم بنیادی همگرایی دنباله‌های نامتناهی و سری‌های نامتناهی تا حدی کاملاً تعریف شده استفاده می‌کنند.

## تاریخچه
حسابان مدرن در قرن ۱۷م میلادی اروپا توسط ایزاک نیوتون و گوتفرید ویلهلم لایبنیز توسعه یافت (هر کدام مستقل از دیگری در همان حدود زمانی نتایجشان را منتشر کردند). اما عناصری از این مباحث اولین بار در یونان باستان ظهور پیدا کردند، آنگاه در چین و خاورمیانه و سپس در اروپای قرون وسطا و هند ظاهر شدند.

### دوران باستان

ارشمیدس از روش افنا برای محاسبه مساحت زیر سهمی استفاده کرد.

در دوره باستانی برخی از ایده‌ها به حساب انتگرالی منجر شدند. اما به نظر نمی‌رسد که این ایده‌ها منجر به رهیافتی نظام مند و استوار شده باشد. محاسبات حجم و مساحت، یکی از اهداف حساب انتگرالی است که می‌توان رد آن را در پاپیروس مسکو پیدا کرد (دودمان سیزدهم مصر، حدود ۱۸۲۰ قبل از میلاد)؛ اما فرمول‌های آن دستور العمل‌های ساده بدون هیچ نشانی از روشی مشخص بودند، به گونه ای که برخی از این دستور العمل‌ها فاقد مؤلفه‌های اصلی بودند.
از عصر ریاضیات یونانی، اودوکسوس (حدود ۴۰۸–۳۵۵ قبل از میلاد) از روش افنا (که قبل از کشف مفهوم حد، کاری شبیه به آن را انجام می‌داد) برای محاسبه مساحت‌ها و حجم‌ها استفاده می‌کرد، در حالی که ارشمیدس (حدود ۲۸۷–۲۱۲ قبل از میلاد) این ایده را بیشتر تکوین داد تا روش اکتشافی را اختراع کرد که شباهت به روش‌های حساب انتگرالی دارد.
بعدها روش افنا به‌طور مستقل در چین توسط لیو هوی در قرن سوم پس از میلاد به منظور یافتن مساحت دایره کشف شد. در قرن پنجم پس از میلاد، زو گنگژی، فرزند زو چونگژی، روشی را بنیان نهاد که بعدها به نام روش کاوالیری معروف شد و به کمک آن توانست حجم کره را محاسبه کرد.

### قرون وسطی

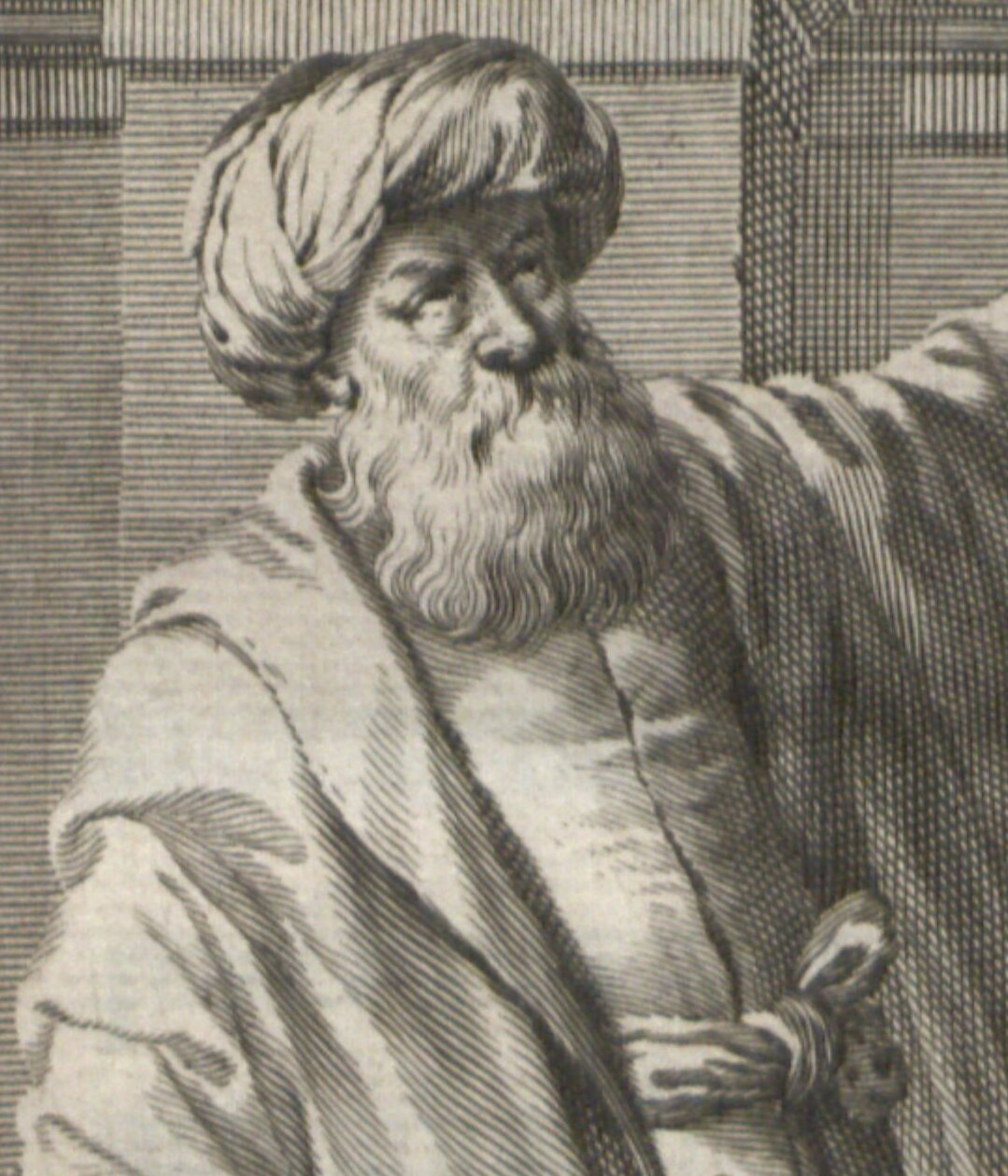
ابن هیثم، ریاضیدان و فیزیکدان مسلمان قرن ۱۱ میلادی

در غرب آسیا، ابن هیثم (به لاتین: Alhazen) (۹۶۵–۱۰۴۰ میلادی) فرمولی برای جمع توان‌های چهارم به‌دست‌آورد. او از نتایجی که اکنون به آن انتگرال‌گیری این تابع می‌گوییم استفاده کرد، که چنین فرمول‌هایی برای جمع مربع اعداد صحیح و توان چهارم برای او امکان محاسبه حجم سهمی‌گون را نیز فراهم نمود.
در قرن چهاردهم، ریاضیدانان هندی روشی نا-استوار ارائه نمودند که شبیه دیفرانسیل‌گیری بود به گونه ای که بر روی برخی توابع مثلثاتی قابل اعمال بود. سپس ماداوا از سانگاراما و مدرسه ریاضیات و نجوم کرالا، مؤلفه‌های حسابان را بیان نمود. یک نظریه کامل که دربردارنده این مؤلفه‌ها باشد را اکنون در غرب به نام سری‌های تیلور یا تقریب‌های سری‌های نامتناهی می‌شناسند. با این حال آن‌ها قادر نبودند که «ایده‌های متنوع فراوان مرتبط با مشتق و انتگرال را جهت نشان دادن ارتباط بین این دو متحد ساخته و حسابان را به ابزار حل مسئله بزرگی که امروز داریم تبدیل نمایند».

### مدرن
حسابان اولین دستاورد ریاضیات نوین بود و اغراق نیست اگر از اهمیت فراوان آن گفته شود. من فکر می‌کنم که حسابان واضح تر از هر چیز دیگری، ساختار ریاضیات نوین، و نظام آنالیز ریاضی را که تکوین منطقی آن است، تعریف می‌کند، و هنوز بزرگ‌ترین پیشرفت فنی در تفکرات دقیق را تشکیل می‌دهد.

—جان فون نویمان
در اروپا، کار بنیادینی در قالب رساله بوناونتورا کاوالیری صورت گرفت. او بود که مدعی شد حجم‌ها و مساحت‌ها را باید به صورت جمع حجم‌ها و مساحت‌هایی با مقاطع بی‌نهایت کوچک نوشت. این ایده‌ها مشابه کار ارشمیدس در رساله اش به نام روش بود، اما معتقدند که رساله مذکور ارشمیدس در قرن ۱۳م مفقود شده و در قرن ۲۰م میلادی دوباره کشف شده، بنابر این کاوالیری از وجود آن آگاهی نداشته است. کار کاوالیری به خوبی مورد احترام واقع نشد، چرا که روش او منجر به نتایجی آمیخته با خطا می‌شد، بنابر این روش کمیت‌های بی‌نهایت‌کوچک‌هایی که او معرفی نمود در ابتدا بد سابقه شد.
مطالعه رسمی حسابان، روش بی‌نهایت‌کوچک‌های کاوالیری و حساب تفاضلات متناهی که در اروپا در همان زمان‌ها تکوین یافته بود را گرد هم آورد. پیر دو فرما، مدعی شد که مفهوم «تا حد ممکن برابر» (او برای این مفهوم، به کمک زبان لاتین، کلمه adequality را ابداع نمود) را از دیوفانتوس الهام گرفته است. این مفهوم نمایانگر برابری در حد یک جمله خطای بی‌نهایت کوچک بود. ترکیب این مفاهیم توسط جان ویلیس، ایساک بارو و جیمز گرگوری به‌دست آمد که دو نفر اخیر دومین قضیه اساسی حساب را در حدود ۱۶۷۰ اثبات کردند.

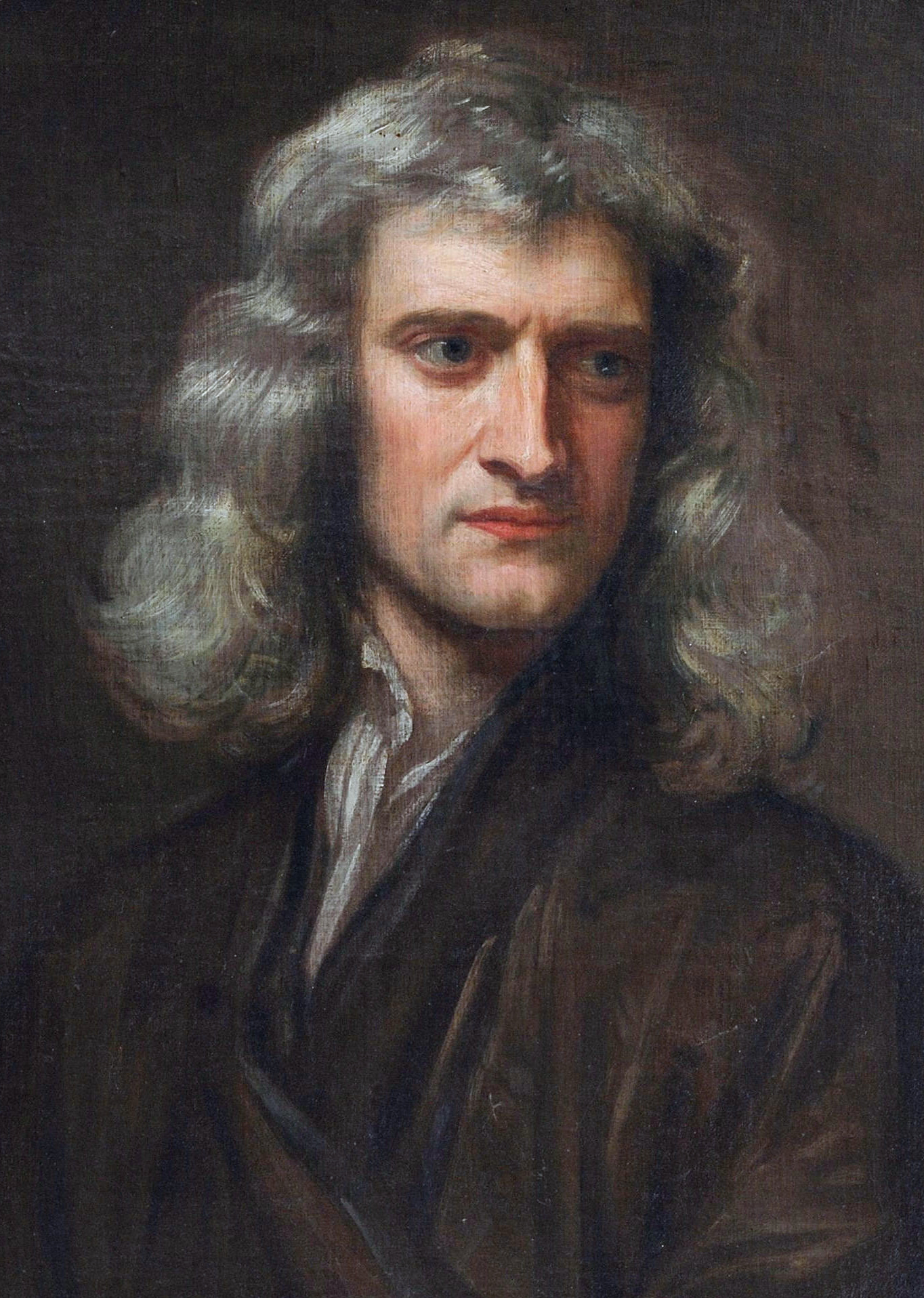
ایزاک نیوتون از حسابان در قانون حرکت و گرانش خود استفاده کرد

قاعده ضرب و قاعده زنجیره ای، مفاهیم مشتقات مراتب بالاتر و سری تیلور، و توابع تحلیلی توسط ایزاک نیوتون و با استفاده از نمادگذاری عجیبی به کار گرفته شد تا توسط آن‌ها مسائلی را در ریاضی-فیزیک حل نماید. نیوتون در کارهای خویش، ایده‌هایش را به گونه ای بازگو نمود تا با روش زمانه مطابقت داشته باشد، اینگونه که محاسبات بی‌نهایت‌کوچک‌ها را با معادل هندسیشان جایگزین نمود. او برای حل مسائلی چون حرکت سیاره‌ها، شکل سطح یک سیال دورانی، پهن شدگی کره زمین در قطبین (پخ شدگی در قطبین)، حرکت وزنه با سر خوردن روی یک چرخزاد، و بسیاری دیگر از مسائلی که در اثر خود (کتاب Principia Mathematica نوشته شده در ۱۶۸۷ میلادی) مورد بحث قرار داد، از روش حسابان استفاده کرد. او در آثار دیگر خود، بسط سری‌هایی برای توابع، شامل توان‌های کسری و غیر گویا به کار برد، به گونه ای که واضح بود که اصل سری تیلور را فهمیده است. اما او تمام این اکتشافات را منتشر نکرد و در آن زمان هنوز استفاده از روش بی‌نهایت‌کوچک‌ها بد سابقه بود و جنبه مناسبی نداشت.

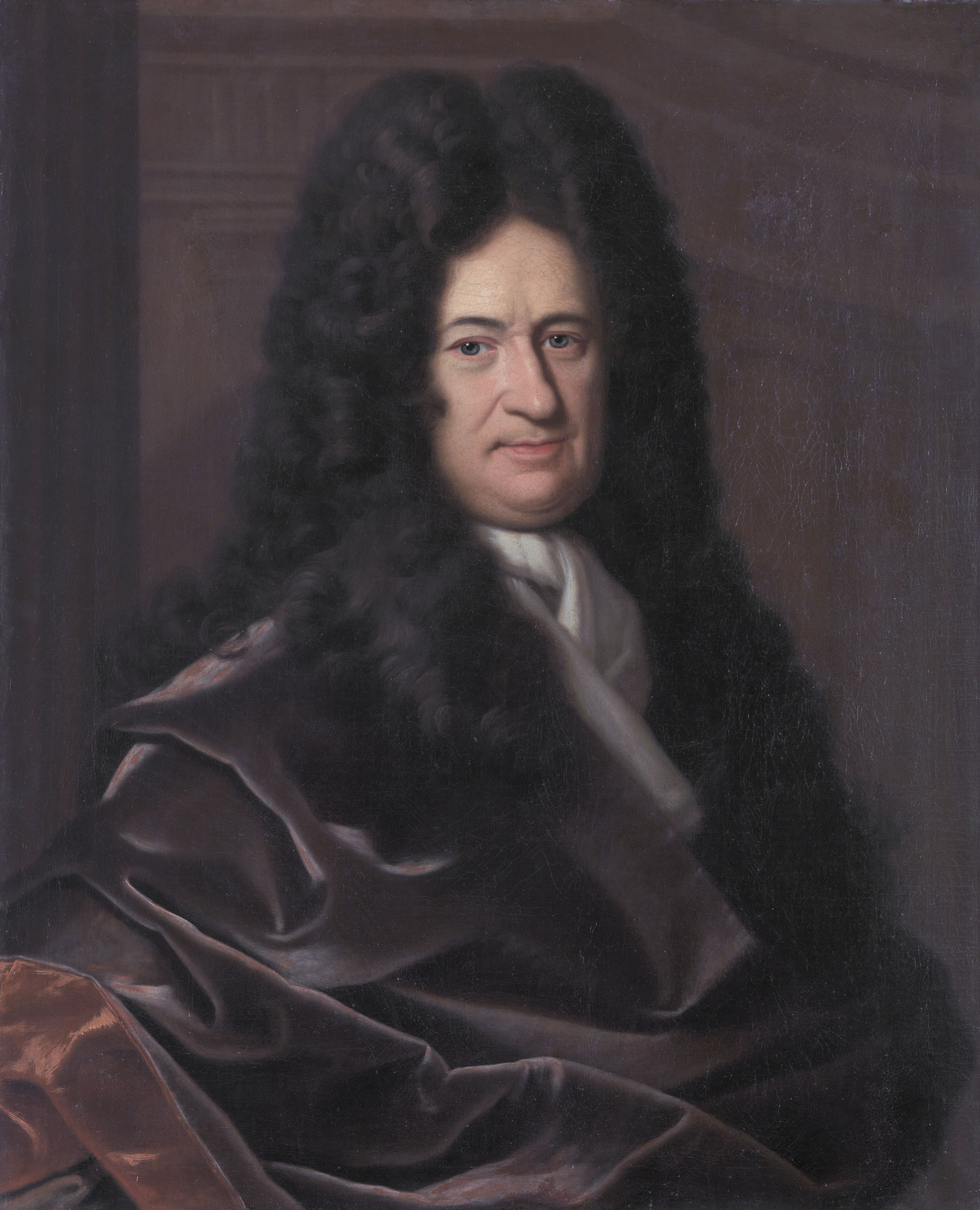
گوتفرید ویلهلم لایبنیز اولین کسی بود که به وضوح قواعد حسابان را بیان نمود

این ایده‌ها به حساب بی‌نهایت‌کوچک‌های واقعی منجر شد که توسط گوتفرید ویلهلم لایبنیز سامان یافت. نیوتون در ابتدا لایبنیز را به سرقت علمی متهم کرد. او اکنون به عنوان مخترع و کمک کننده مستقل به حسابان به حساب می‌آید. کمک‌های او جهت ارائه مجموعه قواعد واضحی برای کار با مقادیر بی‌نهایت‌کوچک‌ها بود که امکان محاسبه مشتقات مراتب دوم و بالاتر را فراهم می‌کرد و قاعده ضرب و قاعده زنجیره ای را به فرم دیفرانسیلی و انتگرالی ارائه نمود. لایبنیز برعکس نیوتون، توجه بسیاری به صوری سازی می‌نمود، به گونه ای که اغلب روزها صرف تعیین نماد مناسبی برای مفاهیم می‌نمود.
امروزه به هردوی لایبنیز و نیوتون جهت اختراع و توسعه مستقل حسابان اعتبار می‌دهند. نیوتون اولین کسی بود که حسابان را در فیزیک عمومی به کار برد و لایبنیز هم بخش زیادی از نمادگذاری به کار رفته در حسابان کنونی را اولین بار مورد استفاده قرار داد. بینش‌های پایه ای که هردوی نیوتون و لایبنیز ارائه نمودند شامل: قوانین دیفرانسیل‌گیری و انتگرال‌گیری، مشتقات مرتبه دوم و بالاتر و مفهوم تقریب زدن به کمک سری‌های چند جمله ای می‌شود. در زمان نیوتون، قضیه اساسی حساب شناخته شده بود.
زمانی که نیوتون و لایبنیز اولین بار نتایج خویش را منتشر نمودند، جدال فراوانی در مورد این که کدام ریاضیدان (و در نتیجه کدام کشور) مستحق کسب اعتبار است پیش آمد. نیوتون نتایج خود را اولین بار در قالب اثرش به نام Method of Fluxions به‌دست‌آورد، در حالی که لایبنیز در اثر خود به نام Nova Methodus pro Maxmis et Minimis. نیوتون مدعی شد که لایبنیز ایده‌های او را از یادداشت‌های منتشر نشده اش سرقت کرده، یادداشت‌هایی که نیوتون با برخی از اعضای جامعه سلطنتی به اشتراک گذاشته بود. این جنجال برای سال‌ها، شکافی بین ریاضیدانان انگلیسی زبان و ریاضیدانان قاره اروپا پدیدآورد که موجب ضربه به ریاضیات انگلیسی زبان شد. بررسی دقیق مقالات لایبنیز و نیوتون نشان داد که آن‌ها به‌طور مستقل به این نتایج رسیده و لایبنیز اولین کسی بود که به انتگرال‌گیری و نیوتون به دیفرانسیل‌گیری رسید. با این حال این لایبنیز بود که این شاخه جدید را نامگذاری کرد، در حالی که نیوتون به آن «علم فلاکسیون‌ها» می‌گفت.
از زمان لایبنیز و نیوتون، بسیاری از ریاضیدانان به تکوین پیوسته حسابان کمک کردند. یکی از اولین و کامل‌ترین کارهایی که هم بر روی حساب بی‌نهایت‌کوچک‌ها و هم حساب انتگرالی انجام شد، در سال ۱۷۴۸ توسط ماریا گائتنا آگنسی نوشته شد.

## اصول

### حدود و بی‌نهایت‌کوچک‌ها
حسابان اغلب با کار روی مقادیر بسیار کوچک توسعه یافته است. از نظر تاریخی، اولین روش آن با کمک بی‌نهایت‌کوچک‌ها صورت گرفت. این‌ها اشیائی هستند که می‌توان با آن‌ها همچون اعداد حقیقی رفتار کرد، اما از جنبه‌هایی «بی نهایت کوچک» اند. به عنوان مثال، یک عدد بی‌نهایت‌کوچک ممکن است بزرگتر از صفر باشد، اما کوچتر از هر عدد در دنباله {\displaystyle 1,{\frac {1}{2}},{\frac {1}{3}},\cdots } باشد و لذا از هر عدد حقیقی مثبتی کوچکتر است. از این دیدگاه، حسابان گردایه ای از فنون دستکاری بی‌نهایت‌کوچک هاست. نمادهای {\displaystyle dx} و {\displaystyle dy} را نماینده بی‌نهایت‌کوچک‌ها و مشتق، یعنی {\displaystyle dy/dx} را صرفاً نسبت این دو در نظر می‌گرفتند.
رهیافت بی‌نهایت‌کوچک‌ها در قرن ۱۹م از دور خارج شد چون دقیق کردن مفهوم بی‌نهایت‌کوچک کار سختی بود. با این حال، این مفهوم در قرن بیستم دوباره با معرفی مفهوم آنالیز غیر-استاندارد و آنالیز بی‌نهایت‌کوچک‌های هموار که بنیان محکمی برای دستکاری بی‌نهایت‌کوچک‌ها ارائه می‌نمود، زنده گشت.
در اواخر قرن نوزدهم، بی‌نهایت‌کوچک‌ها در مجامع علمی با رهیافت اپسیلون و دلتا جهت تعریف حد جایگزین گشت. حدود مقادیر یک تابع را در یک ورودی خاص بر حسب مقادیرش در ورودی‌های مجاور توصیف می‌کند. این ابزار، رفتار مقیاس کوچک را در بستر دستگاه اعداد حقیقی دریافت می‌کند. در این رهیافت، حسابان را می‌توان گردایه ای از فنون برای دستکاری حدود خاصی در نظر گرفت. بی‌نهایت‌کوچک‌ها با اعداد بسیار کوچک جایگزین شدند و رفتار بی‌نهایت کوچک یک تابع با رفتار حدی آن برای مقادیر اعداد کوچک و کوچک‌تر به‌دست می‌آید. تصور این بود که حدود بنیان استواری برای حسابان ارائه کرده و به همین دلیل این رهیافت در قرن بیستم تبدیل به رهیافتی استاندارد شد.

### حساب دیفرانسیل

خط مماس در. مشتق یک منحنی در یک نقطه برابر شیب خط مماس (ضلع مقابل تقسیم بر مجاور در مثلث قائم الزاویه مربوطه) در آن نقطه است.

حساب دیفرانسیل به مطالعه تعریف، خواص و کاربردهای مشتق یک تابع می‌پردازد. فرایند یافتن مشتق را دیفرانسیل‌گیری می‌نامند. اگر یک تابع و نقطه ای در دامنه آن را در نظر بگیریم، مشتق آن نقطه روشی است که رفتار مقیاس کوچک یک تابع نزدیک آن نقطه را در خود می‌گنجاند. با یافتن مشتق یک تابع در هر نقطه از دامنه آن، امکان تولید تابعی جدید به نام تابع مشتق یا صرفاً مشتق تابع اصلی وجود دارد. به زبان صوری، مشتق عملگری خطی است که یک تابع را به عنوان ورودی گرفته و تابع دیگری را به عنوان خروجی تولید می‌کند. توصیف اخیر از بسیاری فرایندهای مورد مطالعه در جبر مقدماتی مجرد تر است، که ورودی و خروجی تابع صرفاً اعداد بودند. به عنوان مثال، اگر تابع دوبرابر کننده در نظر گرفته می‌شد، با ورودی عدد سه، خروجی عدد شش تولید می‌شد، و اگر تابع مربع سازی در نظر گرفته می‌شد، با گرفتن ورودی سه خروجی عدد نه می‌شد. در حالی که مشتق‌گیری کل تابع مربع ساز را به عنوان ورودی می‌گیرد، یعنی تمام اطلاعات مربوط به این که هر ورودی عددی آن تابع به چه خروجی عددی می‌رود، و از روی آن اطلاعات تابع دیگری می‌سازد که همان تابع دو برابر کننده است.
به زبان صریح تر، "تابع دو برابر کننده" را می‌توان به صورت {\displaystyle g(x)=2x} نمایش داد و "تابع مربع ساز" را به صورت {\displaystyle f(x)=x^{2}}. اکنون "مشتق" تابع {\displaystyle f(x)} را که با عبارت "{\displaystyle x^{2}}" تعریف می‌شود را به عنوان ورودی می‌گیرد و از روی آن تابع {\displaystyle g(x)=2x} را تولید می‌کند.
رایج‌ترین نماد برای مشتق، نشانی شبیه به آپاستروف است که به آن پرایم (یا در فارسی پریم) می‌گویند؛ لذا، مشتق یک تابع مثل {\displaystyle f} به صورت {\displaystyle f'} نوشته شده و آن را «اف پرایم» می‌خوانند. به عنوان مثال، اگر {\displaystyle f(x)=x^{2}} تابع مربع ساز باشد، آنگاه {\displaystyle f'(x)=2x} مشتق آن است (همان تابع دوبرابر کننده که در بالا بحث شد). این نمادگذاری به نمادگذاری لاگرانژ معروف است.

## جهت مطالعه بیشتر
- Boyer, Carl Benjamin (1949). The History of the Calculus and its Conceptual Development. Hafner. Dover edition 1959, ISBN 0-486-60509-4
- Courant, Richard ISBN 978-3-540-65058-4 Introduction to calculus and analysis 1.
- Edmund Landau. ISBN 0-8218-2830-4 Differential and Integral Calculus, American Mathematical Society.
- Robert A. Adams. (1999). ISBN 978-0-201-39607-2 Calculus: A complete course.
- Albers, Donald J. ; Richard D. Anderson and Don O. Loftsgaarden, ed. (1986) Undergraduate Programs in the Mathematics and Computer Sciences: The 1985–1986 Survey, Mathematical Association of America No. 7.
- John Lane Bell: A Primer of Infinitesimal Analysis, Cambridge University Press, 1998. ISBN 978-0-521-62401-5. Uses synthetic differential geometry and nilpotent infinitesimals.
- Florian Cajori, "The History of Notations of the Calculus." Annals of Mathematics, 2nd Ser. , Vol. 25, No. 1 (Sep. 1923), pp. 1–46.
- Leonid P. Lebedev and Michael J. Cloud: "Approximating Perfection: a Mathematician's Journey into the World of Mechanics, Ch. 1: The Tools of Calculus", Princeton Univ. Press, 2004.
- Cliff Pickover. (2003). ISBN 978-0-471-26987-8 Calculus and Pizza: A Math Cookbook for the Hungry Mind.
- Michael Spivak. (سپتامبر ۱۹۹۴). ISBN 978-0-914098-89-8 Calculus. Publish or Perish publishing.
- Tom M. Apostol. (1967). ISBN 978-0-471-00005-1 Calculus, Volume 1, One-Variable Calculus with an Introduction to Linear Algebra. Wiley.
- Tom M. Apostol. (1969). ISBN 978-0-471-00007-5 Calculus, Volume 2, Multi-Variable Calculus and Linear Algebra with Applications. Wiley.
- Silvanus P. Thompson and Martin Gardner. (1998). ISBN 978-0-312-18548-0 Calculus Made Easy.
- Mathematical Association of America. (1988). Calculus for a New Century; A Pump, Not a Filter, The Association, Stony Brook, NY. ED 300 252.
- Thomas/Finney. (1996). ISBN 978-0-201-53174-9 Calculus and Analytic geometry 9th, Addison Wesley.
- Weisstein, Eric W. "Second Fundamental Theorem of Calculus." From MathWorld—A Wolfram Web Resource.
- Howard Anton, Irl Bivens, Stephen Davis:"Calculus", John Willey and Sons Pte. Ltd. , 2002. ISBN 978-81-265-1259-1
- Larson, Ron, Bruce H. Edwards (2010). Calculus, 9th ed. , Brooks Cole Cengage Learning. ISBN 978-0-547-16702-2
- McQuarrie, Donald A. (2003). Mathematical Methods for Scientists and Engineers, University Science Books. ISBN 978-1-891389-24-5
- Salas, Saturnino L.; Hille, Einar; Etgen, Garret J. (2007). Calculus: One and Several Variables (10th ed.). Wiley. ISBN 978-0-471-69804-3.
- Stewart, James (2012). Calculus: Early Transcendentals, 7th ed. , Brooks Cole Cengage Learning. ISBN 978-0-538-49790-9
- Thomas, George B., Maurice D. Weir, Joel Hass, Frank R. Giordano (2008), Calculus, 11th ed. , Addison-Wesley. ISBN 0-321-48987-X

## کتاب‌های آنلاین
- Boelkins, M. (2012). Active Calculus: a free, open text (PDF). Archived from the original on 30 May 2013. Retrieved 1 February 2013.
- Crowell, B. (2003). "Calculus". Light and Matter, Fullerton. Retrieved 6 May 2007 from this
- Garrett, P. (2006). "Notes on first year calculus". University of Minnesota. Retrieved 6 May 2007 from this
- Faraz, H. (2006). "Understanding Calculus". Retrieved 6 May 2007 from this (HTML only)
- Keisler, H.J. (2000). "Elementary Calculus: An Approach Using Infinitesimals". Retrieved 29 August 2010 from this
- Mauch, S. (2004). "Sean's Applied Math Book" (pdf). California Institute of Technology. Retrieved 6 May 2007 from this
- Sloughter, Dan (2000). "Difference Equations to Differential Equations: An introduction to calculus". Retrieved 17 March 2009 from this
- Stroyan, K.D. (2004). "A brief introduction to infinitesimal calculus". University of Iowa. Retrieved 6 May 2007 from this (HTML only)
- Strang, G. (1991). "Calculus" Massachusetts Institute of Technology. Retrieved 6 May 2007 from this
- Smith, William V. (2001). "The Calculus". Retrieved ۴ ژوئیه ۲۰۰۸ this (HTML only).